# TJ Tempo Praha
TJ Tempo Praha je softballový a baseballový klub založený v roce 1963 v Praze 4. Klub je registrován jako občanské sdružení. Softballová část klubu hraje nejvyšší soutěž jak v kategorii mužů tak žen.
Baseballový oddíl TJ Tempo Praha se sloučil s baseballovým klubem Tegola Praha. Baseballový oddíl nese název Tempo Titans Praha. Mužský „A“ tým hraje nejvyšší soutěž Extraligu.

## Úspěchy
- Mistr Československa v baseballu: 1979, 1980
- Mistr Československa v softballu: 1973, 1977, 1984
- Bronz v Extralize softballu: 2006, 2008, 2016

## Fotogalerie

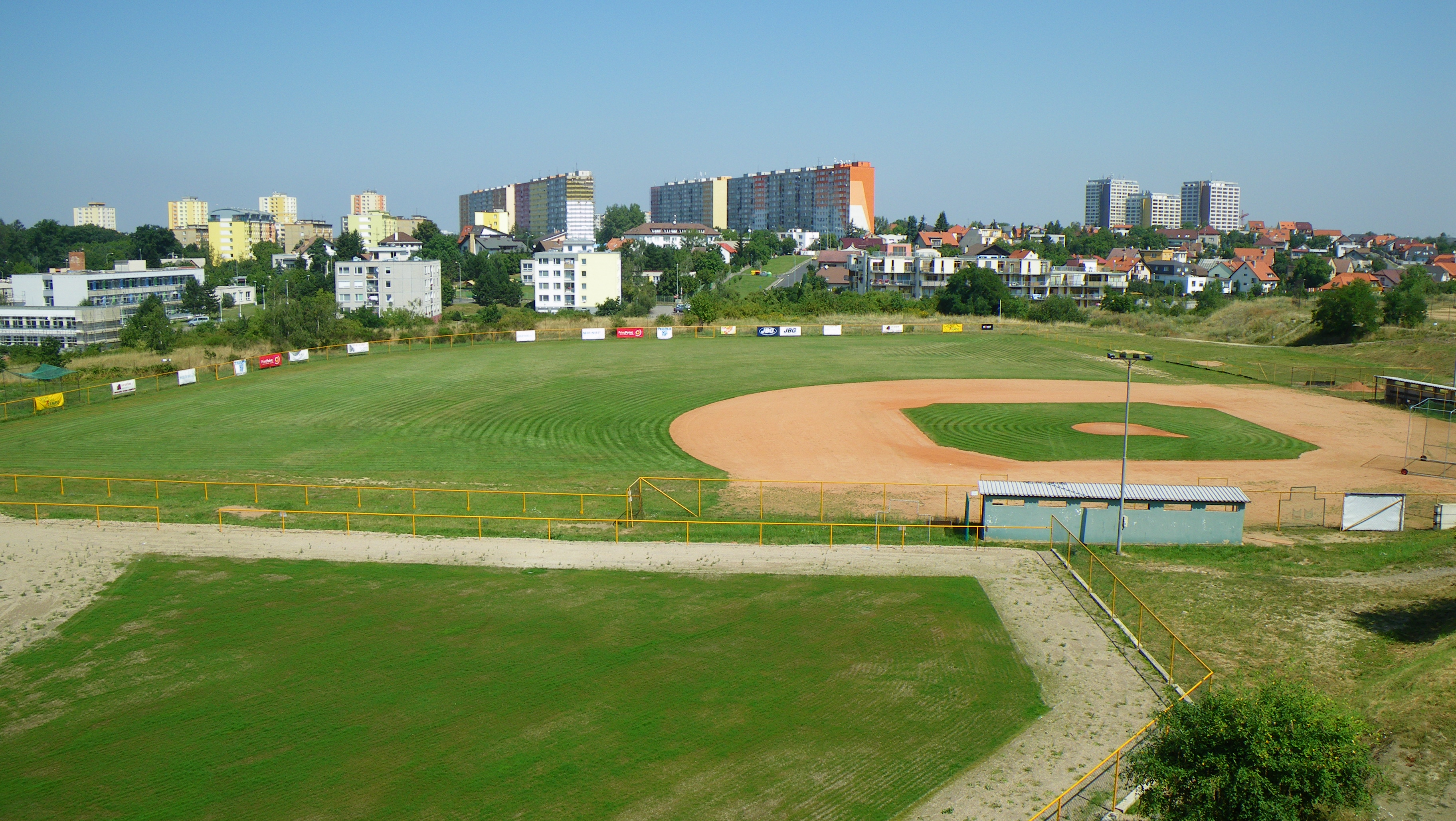
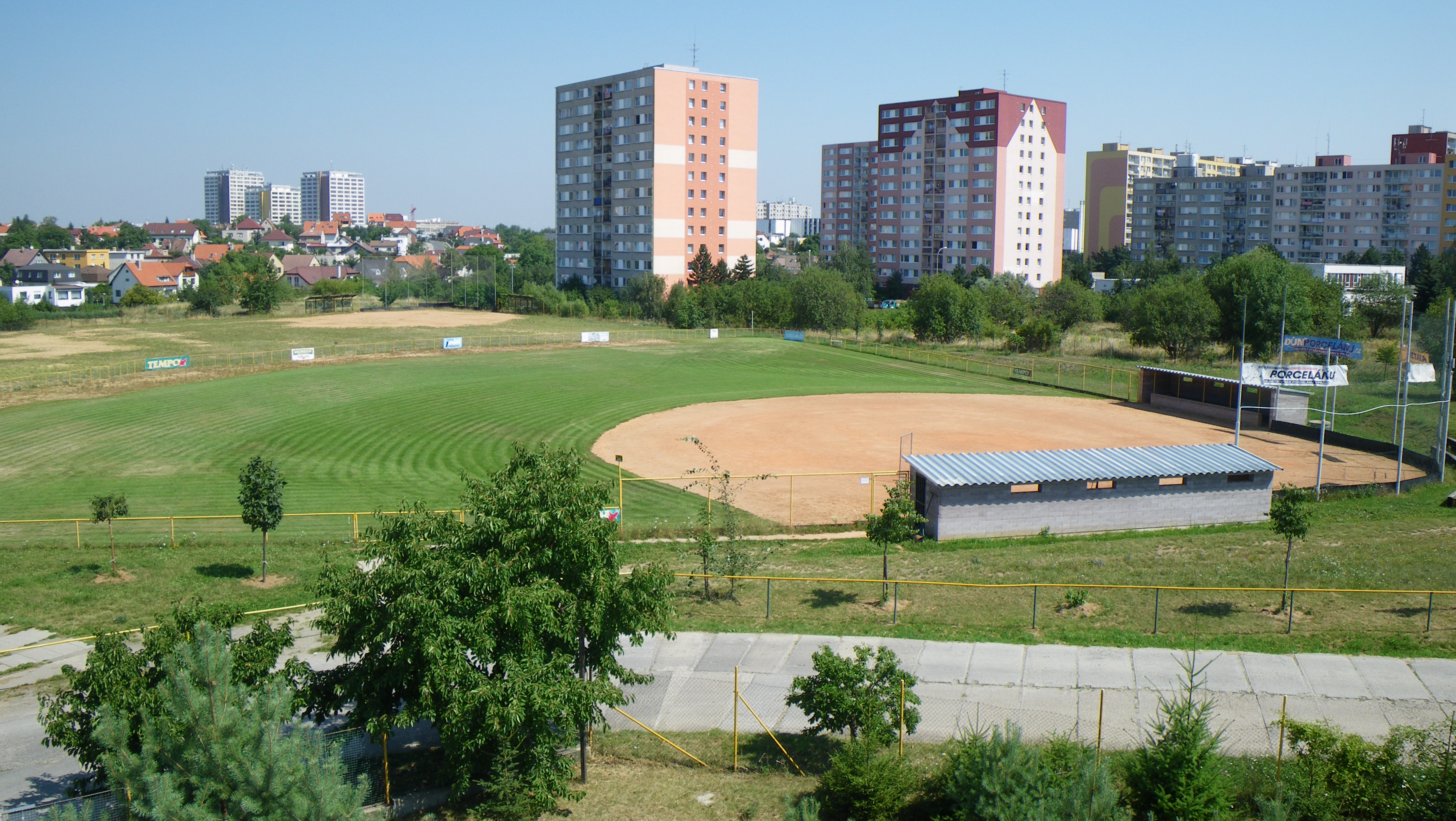